# 沈廷扬
沈廷扬（1594年—1647年7月2日），字季明，号五梅，南直隸松江府崇明县新河乡人。明末官员，海运专家。曾任兵部右侍郎兼右佥都御史，清军南下，沈廷扬在苏州殉国，葬虎丘五人墓西，南明永历帝追赠户部尚书。清乾隆中追谥忠节。崇明学宫西侧曾建有沈忠节公祠祭祀。